# Onthophagus petrovitzianus
Onthophagus petrovitzianus är en skalbaggsart som beskrevs av Riccardo Pittino 2006. Onthophagus petrovitzianus ingår i släktet Onthophagus och familjen bladhorningar. Inga underarter finns listade i Catalogue of Life.